# 阿爾馬茲內
阿尔马兹内（羅馬化：Almaznyy）是俄罗斯萨哈共和国的市级镇，属米尔内区，在区行政中心米尔内东南方、共和国首府雅库茨克西方。
该地2021年人口有1,351人；2010年人口1,527；2002年人口1,756；1989年人口1,976。